# شهرستان پالو آلتو (آیووا)
شهرستان پالو آلتو، آیووا (به انگلیسی: Palo Alto County, Iowa) شهرستانی در ایالات متحده آمریکا است که در آیووا واقع شده‌است.

## خصوصیات
شهرستان پالو آلتو ۱٬۴۷۳٫۷۱ کیلومترمربع مساحت دارد.